# Le Parisien
Aujourd'hui en France
Pour les articles homonymes, voir Le Parisien (homonymie).
Le Parisien, intitulé Le Parisien libéré jusqu'en 1986, est un journal quotidien régional français fondé en 1944 et diffusé principalement en Île-de-France et dans l’Oise. Grâce à ses neuf éditions départementales, Le Parisien est le premier quotidien d'information régionale en Île-de-France et dans l'Oise. Depuis 1994 il a également une édition nationale diffusée sur le reste du territoire français sous le titre Aujourd'hui en France.
La ligne éditoriale est généraliste, s'intéressant particulièrement aux faits divers et à l'actualité locale. Depuis 2015, Le Parisien est détenu par le groupe LVMH appartenant au milliardaire français Bernard Arnault, également propriétaire d'un autre quotidien national, Les Échos, qui a épongé ses pertes par deux grosses opérations de renflouement en 2018 puis en 2022. Depuis son rachat par Arnault, Le Parisien perd en moyenne 20 millions d'euros chaque année. Comme d'autres journaux, il bénéficie de subventions de la part de l'État français. C'est le 33e journal le plus subventionné de France.

## Historique
Le Parisien libéré voit le jour le 22 août 1944. Le premier titre barrant la une est : « La victoire de Paris est en marche ! » (la ville sera effectivement libérée trois jours plus tard). Fondé sous forme de coopérative ouvrière par Émilien Amaury, avec trois compagnons de Résistance nommés administrateurs, Robert Buron, Jean Helleu, Félix Garras et Claude Bellanger comme directeur général, le journal prend la place du Petit Parisien, interdit pour avoir continué à paraître pendant l'Occupation et est attribué tacitement à l’OCM. En 1947, le journal devient une société anonyme et crée un prix littéraire, le grand prix Vérité, qui récompense un récit vécu ou un reportage.
La devise du patron du journal jusqu’en 1977, Émilien Amaury, est contestée car jugée provocatrice : « l’information ne doit pas être exacte, elle doit être énorme »,.

### Guerre d'Algérie
Le quotidien, très lu dans les banlieues rouges grâce à la création d'éditions locales en 1960, s'affirme apolitique mais pendant la Guerre d'Algérie prend « nettement le parti de l'Algérie française ». Il s'agit d'une des publications qui relaient la « vulgate officielle ».
Le Parisien libéré s'engage dans une série de procédés rhétoriques pour s'opposer à l'indépendance de l'Algérie,. 
Par exemple, il dresse dès cette époque des figures stéréotypées des musulmans, en les présentant comme des « terroristes » et essaie d'abuser de faits divers pour provoquer une position hostile envers l'indépendance de l'Algérie. 
Il partage alors quasiment exclusivement les positions des opposants à l'indépendance, comme les déclarations de Georges Bidault et participe à une campagne médiatique de « francisation » de la Guerre d'Algérie,. De plus, alors que les autres publications de presse de droite, comme Le Figaro ou l'Aurore, aussi opposées à l'indépendance de l'Algérie, commencent à partir de 1956 à parler des tabous autour de la Guerre d'Algérie, Le Parisien ne les mentionne jamais.
Enfin, lors du Massacre du 17 octobre 1961, où des manifestants algériens sont noyés dans la Seine par le préfet de police de Paris Maurice Papon, Le Parisien défend l'action du préfet et rejette la faute sur « les seuls manifestants », en dénonçant Paris « envahi par les meneurs et les tueurs ».

### Perte de vitesse des années 1970
Le fondateur, Émilien Amaury, dirige le journal jusqu'à sa mort en 1977. La crise de 1970 est dramatique pour le quotidien qui perd la moitié de son lectorat. Une grève de plusieurs mois à l'appel du Syndicat du livre CGT empêche toute publication du Parisien libéré. Le développement d'autres conflits syndicaux, notamment entre 1975 et 1977 (avec pour conséquence une baisse de 682 000 exemplaires en 1975 à 303 000 en 1977), font que le titre ne parviendra jamais à regagner totalement son lectorat. Parallèlement, le journal poursuit sa politique stratégique de régionalisation en Île-de-France en lançant ses éditions à partir de juin 1975 dans ses deux nouvelles imprimeries offset de Chartres puis de Saint-Ouen où la rédaction va s'installer. L'imprimerie de Saint-Ouen ferme dans la nuit du 2 au 3 octobre 2015, la fabrication des éditions franciliennes étant reportée chez un prestataire à Mitry-Mory.

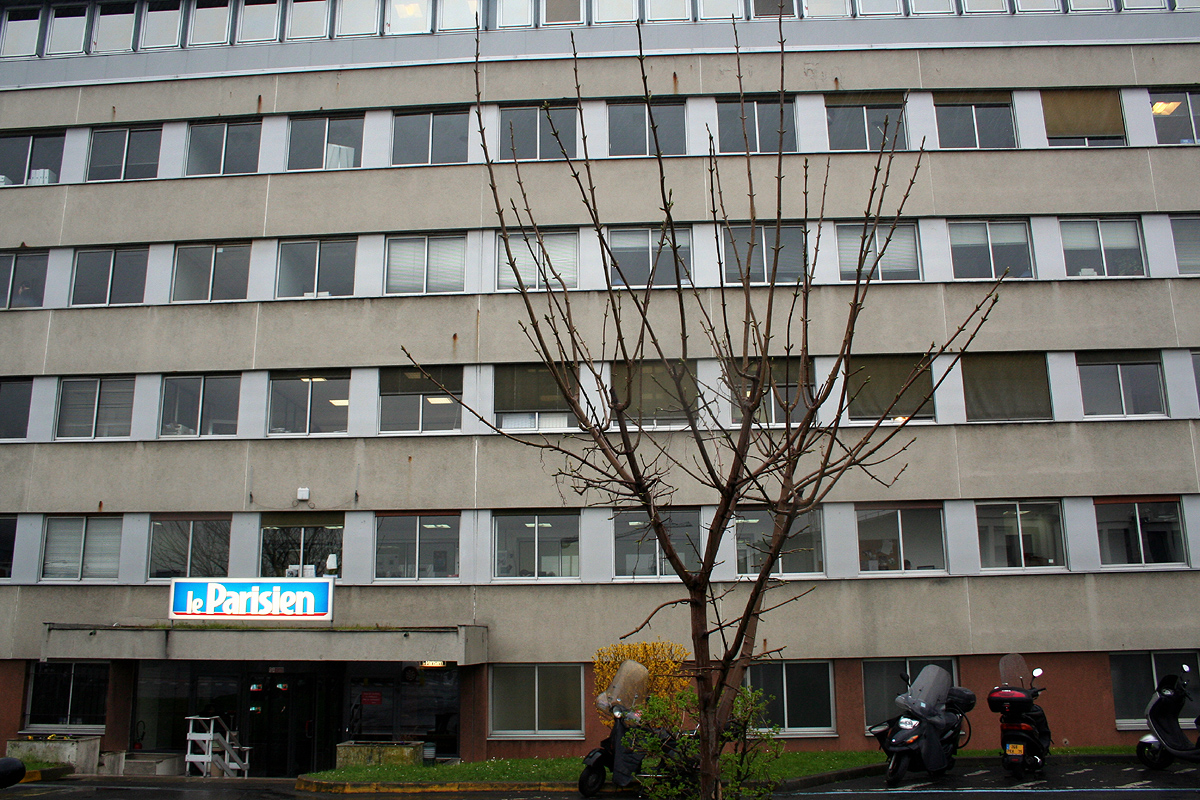
Les locaux du Parisien, à Saint-Ouen (Seine-Saint-Denis) en mars 2007.

### Reprise par le fils d'Émilien Amaury
Au décès d'Émilien Amaury, un conflit juridique opposant ses enfants ayant droit dura six ans. Finalement, en 1983 sa fille Francine Amaury reprend les magazines Marie-France et Point de Vue tandis que le journal est repris par son fils Philippe Amaury.
Sous son impulsion, Le Parisien libéré est rebaptisé Le Parisien le 25 janvier 1986, avec le lancement d'une nouvelle formule, imprimée en partie en couleurs. Le titre entame son recentrage politique, abandonne ses combats d'antan et bannit toute position extrémiste.
Une édition nationale, baptisée Aujourd'hui en France, est lancée en 1994. Le journal paraît également le dimanche à partir de 1999 pour Le Parisien et 2004 pour Aujourd'hui en France.

### Reprise par la veuve de Philippe Amaury
En mai 2006, au décès de Philippe Amaury, sa veuve, Marie-Odile Amaury, belle-fille de l'un des cofondateurs, prend sa succession à la présidence du groupe.
À partir de 2008, un supplément intitulé La Parisienne fondé par Christine Goguet parait le premier samedi de chaque mois.
En novembre 2009, un plan social prévoyant le départ volontaire de vingt-cinq journalistes de l'édition nationale et dix postes administratifs est annoncé. Après deux jours de grève, le plan est repoussé sine die et la Société des journalistes du quotidien, en sommeil depuis douze ans, est relancée.
En janvier 2010, Le Parisien inaugure une nouvelle formule, toute en couleur. Avec un prix de vente relevé de 0,95 à 1 euro pour Le Parisien et maintenu à 0,90 euro pour Aujourd'hui en France, le quotidien est désormais divisé en trois séquences : « L'actu » (informations générales), « Le sport » et « L'air du temps » (société, culture, médias). Le prix de vente du Parisien passe à 1,05 euro en janvier 2012.
En septembre 2012, Le Parisien Magazine, diffusé chaque vendredi pour un euro de plus avec Le Parisien et Aujourd'hui en France, est lancé. Présenté comme le « prolongement éditorial naturel » du quotidien en « respectant [les mêmes] valeurs de rigueur, d'équilibre et d'objectivité », il entend proposer « un traitement plus approfondi de l'information [avec] une large place accordée aux sujets culture et divertissement » et de nombreuses photos.
Il était le dernier quotidien national appartenant à un éditeur traditionnel et non à un industriel, le groupe Amaury.

### Reprise par Bernard Arnault
En mai 2015, le groupe LVMH - Moët Hennessy Louis Vuitton, controlé par le multimilliardaire Bernard Arnault, indique vouloir racheter Le Parisien-Aujourd'hui en France. Cette acquisition ne sera finalisée qu'en octobre 2015 pour un montant non public mais qui serait légèrement supérieur à 50 millions d'euros.
En septembre 2013, l’entreprise est confiée à Jean Hornain. Le 12 février 2015, il annonce que le journal donnera sa priorité au Web plutôt qu'au papier à partir du 1er mars 2015. L'objectif est d'apporter 25 000 nouveaux abonnés en deux ans, principalement des jeunes.
En septembre 2016, une nouvelle formule du journal est lancée, privilégiant notamment « la proximité et les services ».
En septembre 2017, les rédactions nationales du Parisien et du Parisien Magazine déménagent dans un nouveau siège dans le 15e arrondissement de Paris.
En avril 2018, Le Parisien Dimanche fait son apparition. Parmi les nouveautés, de longs récits et des tribunes sont introduits.
En janvier 2019, le groupe LVMH, leader mondial du luxe, verse 83 millions d'euros au Parisien pour « éponger ses pertes et lui permettre d'investir ».
Sur la période mars-avril 2020, la perte du chiffre d'affaires est évaluée à 36 millions d'euros. La crise liée à la pandémie de Covid-19 engendre des répercussions sur la future organisation du journal puisque les éditions locales du journal devraient être impactés dans un souci d'économies,.
Fin septembre 2020, la direction du Parisien précise son projet de réorganisation des pages locales. Il n'y aura pas de suppression mais un regroupement des pages locales au sein d'un cahier régional unifié. L'objectif de la direction, baptisé « #LeParisien200000 », est d'atteindre 200 000 abonnés numériques au cours des cinq prochaines années, soit une multiplication par cinq par rapport à 2020.
Cet objectif sera mené par Jean-Michel Salvator, qui remplace le 1er octobre 2020 Stéphane Albouy au poste de directeur des rédactions. Par ailleurs, un plan de départ volontaire est engagé pour réduire les effectifs d'une trentaine de personnes et ainsi dégager une économie d'une dizaine de millions d'euros.
En août 2022, le groupe LVMH, propriétaire du journal, comble à nouveau les pertes du quotidien, en injectant 65 millions d'euros au capital social. Le 31 août, le journal annonce le remplacement de Jean-Michel Salvator par Nicolas Charbonneau, directeur délégué des rédactions, avec effet au lendemain.
Fin septembre 2022, Le Parisien revendique plus de 75 000 abonnés numériques. En septembre 2024, Le Parisien annonce avoir dépassé les 100 000 abonnés numériques, notamment grâce aux Jeux olympiques de Paris 2024 ayant eu lieu à l'été 2024.
En février 2025, Le Parisien annonce projeter une trentaine de départs volontaires dans le cadre d'une réorganisation souhaitant accélérer la transition digitale.

## Activité, rentabilité, effectif
|                                          | 2013   | 2014  | 2015   | 2016   | 2017                 | 2018 | 2019 |
| ---------------------------------------- | ------ | ----- | ------ | ------ | -------------------- | ---- | ---- |
| Chiffre d'affaires en millions d'euros   | 211    | 211   | 206    | 196    | 185[réf. nécessaire] | nc   |      |
| Résultat net en millions d'euros (perte) | - 13,3 | - 2,9 | - 20,9 | - 13,5 | - 24                 | nc   |      |
| Effectif moyen annuel                    | 522    | 540   | 575    | 496    | 503                  | nc   |      |

## Identité visuelle (logo)

Premier logotype du Parisien libéré (1945).
Logo du Parisien libéré en 1961.
Logo du Parisien libéré en 1968.
Logo du Parisien libéré en 1985.
Logo du Parisien de janvier 1986 jusqu'en septembre 2004.
Logo du Parisien de septembre 2004 jusqu'en novembre 2012.
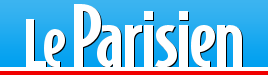
Logo à partir du 27 novembre 2012[53].
Logo à partir de septembre 2016.

## Organisation

### Directeurs
- 1944-1977[54] : Émilien Amaury
- 1978-1982 : Claude Bouchinet-Serreulles[55]
- 1983-2006[25] : Philippe Amaury
- De mai 2006 à septembre 2013[56] : Marie-Odile Amaury
- D'octobre 2013 à avril 2016 : Jean Hornain
- De mai 2016 à mars 2018 : Francis Morel
- Depuis mars 2018[57] : Pierre Louette

### Directeurs des rédactions
- De janvier[58] à décembre 1998[59] : Noël Couëdel
- De décembre 1998[60] à février 2007[61] : Christian de Villeneuve
- De février 2007[61] à décembre 2008[62] : Vincent Regnier
- De mars 2009[62] à septembre 2009[63] : Dominique de Montvalon
- De janvier 2010[64] à mars 2015 : Thierry Borsa
- De mars 2015[65] à septembre 2020 : Stéphane Albouy
- D'octobre 2020 à août 2022 : Jean-Michel Salvator
- Depuis septembre 2022 : Nicolas Charbonneau

### Siège
- Avant 2017 : 25 avenue Michelet (Saint-Ouen)
- Depuis 2017 : 10 boulevard de Grenelle (Paris)

## Ligne éditoriale

### Vue par la société des journalistes

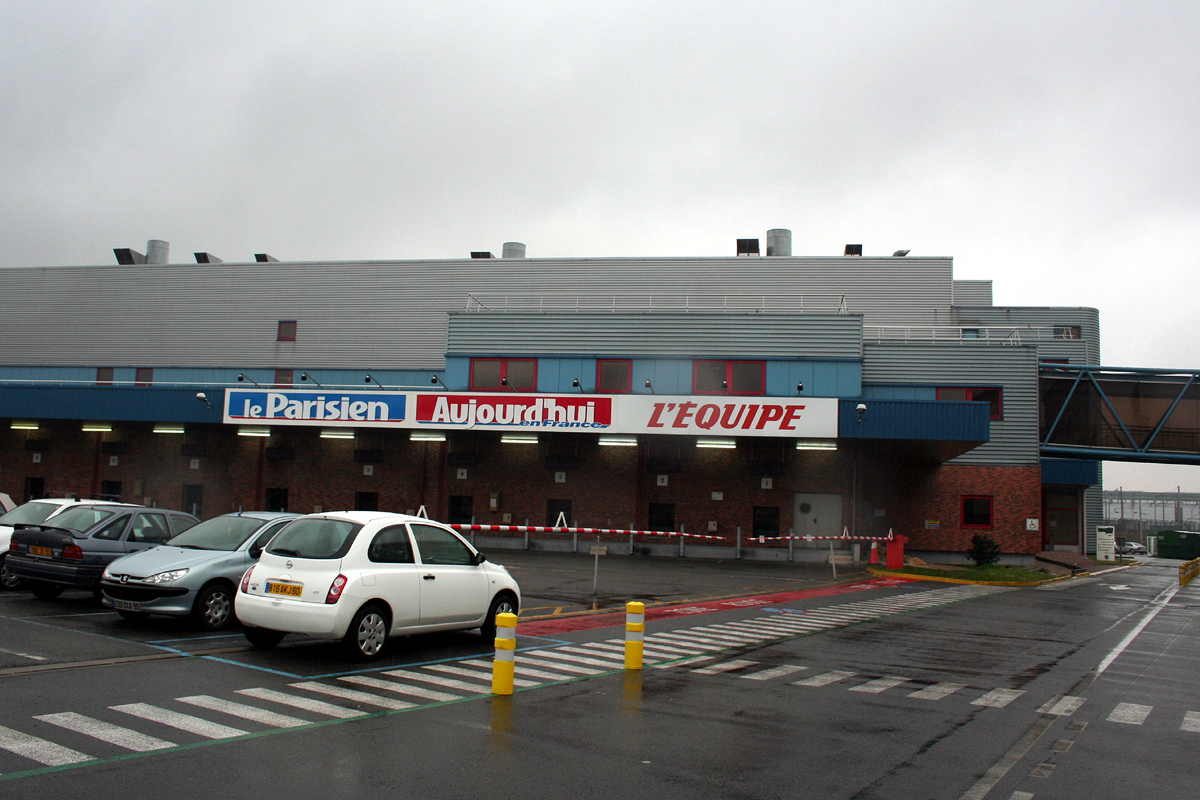
L'imprimerie du Parisien, à Saint-Ouen (Seine-Saint-Denis) en mars 2007.

« Le Parisien-Aujourd'hui en France est un grand quotidien populaire et généraliste de qualité. [Il a un] caractère à la fois national et régional, qui fait sa force et sa particularité. Sa ligne éditoriale est faite de neutralité politique et de proximité avec son lectorat. À cet égard, il ne doit pas servir les intérêts d'un homme, d'un parti politique, d'un clan ou d'une entreprise. »

— Société des journalistes du quotidien Le Parisien en octobre 2010.

### À sa création en 1944
Dès sa création en 1944, Le Parisien libéré se présente comme un « journal populaire de qualité ». Du temps d’Émilien Amaury, jusqu'au milieu des années 1970, Le Parisien est marqué à droite et gaulliste.

### Années 1980
Devenu Le Parisien en 1986, le journal est transformé par Philippe Amaury, qui se base sur les méthodes du marketing. Les articles doivent être courts mais bien écrits, avec des mots simples, afin que le lecteur comprenne tout et ne se lasse pas. Les illustrations, en particulier les photographies accompagnant le texte, devront occuper en moyenne un tiers de chaque page rédactionnelle.[réf. nécessaire] Pour se défaire de son passé gaulliste et se différencier des journaux d'opinion, le journal Le Parisien supprime son éditorial en affirmant ne plus vouloir défendre ses idées, mais celles de ses lecteurs. Les sujets sur la vie quotidienne et les préoccupations de ses lecteurs mais surtout sur les faits divers constituant le cœur du Parisien, prennent l'avantage sur les pages internationales. Il se situe aujourd'hui politiquement au centre.

### Années 2000
Au début des années 2000, le journaliste Edwy Plenel juge que Le Parisien relève « d’une presse populaire plus exigeante qui n’exclut ni la rigueur ni le sérieux ». Pour Gloria Awad, Le Parisien adopte plutôt une approche « rigoureusement factuelle, jusqu'à l'élémentaire ».
L'association de critique des médias Acrimed (classée à la gauche radicale), estime que Le Parisien se montre particulièrement hostile au mouvement des Gilets jaunes. Le Parisien adopterait en effet une lecture particulièrement dépréciative des grèves et mouvements sociaux.
Le 13 septembre 2019 marque le début d'un partenariat entre RTL et Le Parisien - Aujourd'hui en France pour le traitement éditorial du sport.
En juin 2023 lors de la mort de Nahel Merzouk Libération note un manque de prudence dans le traitement du sujet de la part du journal et de BFM TV.

### Éditions locales
En 1985, quatre éditions départementales sont lancées, notamment à Paris.
En 2012, Le Parisien propose dix éditions locales, de 8 à 12 pages en cahier central, pour chacun des départements de la région Île-de-France (avec deux éditions pour la Seine-et-Marne) et celui de l'Oise :
- Oise (60), édition départementale ;
- Paris (75), édition départementale ;
- Seine-et-Marne (77), deux éditions : Seine-et-Marne Nord et Seine-et-Marne Sud ;
- Yvelines (78), édition départementale ;
- Essonne (91), édition départementale ;
- Hauts-de-Seine (92), édition départementale ;
- Seine-Saint-Denis (93), édition départementale ;
- Val-de-Marne (94), édition départementale ;
- Val-d'Oise (95), édition départementale.

L'édition nationale, Aujourd'hui en France, est diffusée sur tout le territoire et à l'étranger.

## Diffusion
Toutes éditions confondues (Aujourd'hui en France inclus), le titre frise en 2009 les 500 000 exemplaires quotidiens en semaine et les 350 000 exemplaires le dimanche. Dans le secteur de la presse payante grand public, il s'impose ainsi comme le premier quotidien national d'information générale et le premier quotidien parisien. En 2019, toutes éditions confondues (Aujourd'hui en France inclus), la diffusion totale est passée à 287 400 exemplaires en moyenne.
En 2012, Le Parisien revendique une diffusion de 460 000 exemplaires, soit 2,4 millions de lecteurs chaque jour.
Comme la plupart des titres de presse français en crise, le journal Aujourd’hui en France-Le Parisien touche de fortes subventions de l'État. Ainsi, il a perçu 3,16 millions d'euros d’aide du fonds d'aide à la modernisation de la presse de 2003 à 2010. Il est le journal le plus subventionné en 2010 avec 19,8 millions d'euros (16,8 millions pour Aujourd'hui en France et 3 millions pour Le Parisien). En 2012, la subvention est de 9,3 millions pour Aujourd'hui en France et 4,5 millions pour Le Parisien.
En 2002, les hommes représentent 57 % du lectorat pour Le Parisien, les femmes 43 % (40 % pour Aujourd’hui en France), soit une répartition proche de la moyenne de la presse quotidienne nationale (62 % de lecteurs et 38 % de lectrices).
Au 14 février[Quand ?], le numéro de publication est 22533.
| Année | Tirage  | Diffusion payée (France uniquement) | Diffusion payée (total) | Diffusion (gratuits inclus) |
| ----- | ------- | ----------------------------------- | ----------------------- | --------------------------- |
| 2016  | 234 160 | 205 486                             | 205 486                 | 208 978                     |
| 2017  | 227 479 | 204 009                             | 204 009                 | 207 386                     |
| 2018  | 211 196 | 193 428                             | 193 428                 | 196 226                     |
| 2019  | 206 310 | 184 555                             | 184 555                 | 187 118                     |
| 2020  | 178 603 | 180 854                             | 180 854                 | 182 925                     |
| 2021  | 169 861 | 182 291                             | 182 291                 | 184 176                     |

| Année | Tirage  | Diffusion payée (France uniquement) | Diffusion payée (total) | Diffusion (gratuits inclus) |
| ----- | ------- | ----------------------------------- | ----------------------- | --------------------------- |
| 2011  | 268 434 | 169 999                             | 172 965                 | 173 984                     |
| 2012  | 285 771 | 179 353                             | 182 288                 | 183 165                     |
| 2013  | 255 237 | 160 908                             | 163 590                 | 164 600                     |
| 2014  | 237 484 | 148 220                             | 150 742                 | 151 524                     |
| 2015  | 222 826 | 138 999                             | 141 097                 | 141 697                     |
| 2016  | 211 468 | 131 359                             | 133 354                 | 133 919                     |
| 2017  | 196 853 | 120 180                             | 121 927                 | 122 456                     |
| 2018  | 172 367 | 108 025                             | 109 458                 | 109 949                     |
| 2019  | 152 620 | 98 694                              | 99 902                  | 100 380                     |
| 2020  | 126 804 | 84 072                              | 84 582                  | 84 925                      |
| 2021  | 108 950 | 72 595                              | 73 038                  | 73 312                      |

## Controverses
En mars 2016, le titre est accusé de censure par plusieurs syndicats de journalistes (SNJ, FO et SNJ-CGT) et par la Société de journalistes du quotidien car les journalistes du service culture-spectacle ont reçu l'ordre du directeur de la rédaction Stéphane Albouy de ne pas chroniquer le film Merci Patron !, ceux du service politique ont vu leur proposition de traiter le sujet repoussée à plus tard au motif qu’il s’agissait « d’un sujet militant » et « qu’il y avait d’autres sujets prioritaires ce jour-là ». Cette accusation tient notamment au fait que le film parle de Bernard Arnault de façon critique, alors que celui-ci est le PDG du groupe LVMH, principal actionnaire du journal,. En novembre, il est à nouveau accusé de censure par Fakir, alors qu'il refuse un encart publicitaire pour le DVD de ce film.
En mars 2018, les délégués SNJ (syndicat national des journalistes) du Parisien déplorent que Bernard Arnault « s’invite trop souvent dans les pages » du journal, portant atteinte à la crédibilité de celui-ci.

## Annexe